# Frontera entre Irán y Pakistán
La frontera entre Irán y Pakistán es el lindero que separa a Irán y a Pakistán. Se extiende desde el océano Índico al sur, al este del golfo de Omán, hasta el trifinio con Afganistán al norte.
Atraviesa la región histórica del Baluchistán, dividida entre los tres estados vecinos en la segunda mitad del siglo XX. En aquellos tiempos, la frontera separaba a Persia del Raj británico. Irán fue disputado por el Imperio británico y el Imperio ruso, que finalmente se lo repartieron entre 1908 y 1921, año en que consiguió la independencia. Pakistán formaba parte del Raj británico desde 1857 hasta que se independizó en 1947.
Las regiones fronterizas actuales son las provincias del Sistán y Baluchistán en Irán y del Baluchistán en Pakistán.

## Muro de seguridad
Desde 2007 Irán comenzó a construir un muro de seguridad entre ambos estados como sustitución de una valla intermitente en la frontera. Se trata de un muro de hormigón de 91,4 cm de ancho por 3,05 metros de alto, fortificado con varillas de acero, que se extenderá por unos 700 kilómetros de la frontera desde Taftan a Mand. El proyecto incluirá terraplenes de gran tamaño y profundas zanjas para disuadir los cruces ilegales y el tráfico de drogas hacia Irán. La región fronteriza ya está llena de torres de observación policial y guarniciones de estilo fortificado para las tropas. Irán y Pakistán no tienen conflictos fronterizos ni otros reclamos irredentistas y el Ministerio de Asuntos Exteriores de Pakistán afirmó que "Pakistán no tiene ninguna reserva para que Irán esté construyendo la valla de su territorio".
El propósito del muro es detener la entrada de inmigrantes ilegales y detener el flujo de drogas, así como responder a los recientes ataques terroristas, principalmente en la ciudad fronteriza iraní de Zahedan donde ocurrió uno el 17 de febrero de 2007, en el que murieron 13 personas, incluidos nueve oficiales de los Guardias de la Revolución. Sin embargo, la portavoz del Ministerio de Asuntos Exteriores de Pakistán, Tasnim Aslam, negó cualquier relación entre la valla y la explosión de la bomba y dijo que Irán no acusaba de estos incidentes en Pakistán.
Sin embargo, la Asamblea Provincial de Baluchistán planteó la oposición a la construcción del muro. Sostuvo que la muralla crearía problemas para las poblaciones baluchis, las tierras de las que se situaban a caballo en la región fronteriza. La comunidad se dividiría política y socialmente, y el comercio y las actividades sociales quedarían gravemente impedidas. El líder de la oposición Kachkol Ali dijo que los gobiernos de ambos países no habían pedido la opinión de los baluchis en este asunto, pedía que la construcción se detuviera inmediatamente y apeló la comunidad internacional a ayudar al pueblo baluchi.